# Diocèse de Mercedes
Ne doit pas être confondu avec Archidiocèse de Mercedes-Luján.
Le diocèse de Mercedes (en latin : Dioecesis Mercedaniana ; en espagnol : Diócesis de Mercedes) est un diocèse de l'Église catholique en Uruguay suffragant de l'archidiocèse de Montevideo.

## Territoire

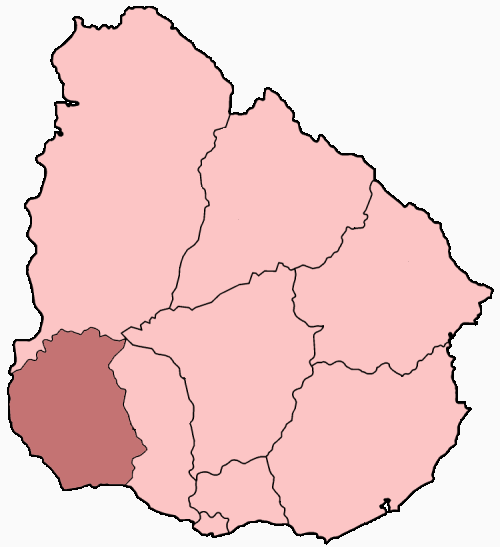
Diocèse de Mercedes

Il comprend les départements de Colonia et de Soriano avec un territoire d'une superficie de 15 000 km divisé en 16 paroisses. Le siège épiscopal est dans la ville de Mercedes avec la cathédrale de Notre-Dame de la Merci. À Colonia del Sacramento se trouve la basilique du saint Sacrement.

## Histoire
Le diocèse est érigé le 17 décembre 1960 par la constitution apostolique Cum Regnum Dei du pape Jean XXIII en prenant sur les territoires des diocèses de Salto et de San José de Mayo.

## Évêques
- Enrico Lorenzo Cabrera Urdangarin (31 décembre 1960 - 23 mai 1974)
- Andrés María Rubio García, S.D.B (22 mai 1975 - 14 février 1995)
- Carlos María Collazzi Irazábal, S.D.B (14 février 1995 - 26 septembre 2023)
- Luis Eduardo González Cedrés , depuis le 26 septembre 2023